# Collectio Vetus Gallica
Die Collectio Vetus Gallica ist eine umfangreiche Kanones-Sammlung, die im sechsten oder siebten Jahrhundert in Gallien entstand. Sie enthält die Beschlüsse zahlreicher gallischer Synoden. Die Sammlung ist nach Rechtsmaterien geordnet. Die heute erhaltene Fassung ist das Ergebnis verschiedener Überarbeitungen, nach Hubert Mordek zuletzt im Kloster Corbie im Jahr 721.

## Edition
- Hubert Mordek: Kirchenrecht und Reform im Frankenreich. Die Collectio Vetus Gallica, die älteste systematische Kirchenrechtssammlung des Fränkischen Gallien (Studien und Edition) (= Beiträge zur Geschichte und Quellenkunde des Mittelalters. Bd. 1). De Gruyter, Berlin 1975, ISBN 978-3-11-001826-4, S. 343–617, doi:10.1515/9783110831900.